# Monts Codru-Moma
Les monts Codru-Moma (en hongrois : Bihar-hegység) sont une chaîne de montagne de moyenne altitude en Roumanie qui appartient aux monts Apuseni dans les Carpates occidentales roumaines. Le point culminant est le mont Pleșu à 1 112 m.
Sur une base de calcaires et de dolomies appartenant au Trias moyen s'est développé le karst de Vașcău (à l'est des monts Codru-Moma), avec une grande variété de formes en surface (dolines, tourbillons[Quoi ?]) et en sous-sol.